# Leonardo Deplano
Leonardo Deplano (Florencia, 21 de julio de 1999) es un deportista italiano que compite en natación.
Ganó siete medallas en el Campeonato Mundial de Natación en Piscina Corta, en los años 2021 y 2024, una medalla de plata en el Campeonato Europeo de Natación de 2022 y una medalla de plata en el Campeonato Europeo de Natación en Piscina Corta de 2023.
Participó en los Juegos Olímpicos de París 2024, ocupando el séptimo lugar en la prueba de 50 m libre.

## Palmarés internacional
| Campeonato Mundial en Piscina Corta | Campeonato Mundial en Piscina Corta | Campeonato Mundial en Piscina Corta | Campeonato Mundial en Piscina Corta |
| Año                                 | Lugar                               | Medalla                             | Prueba                              |
| ----------------------------------- | ----------------------------------- | ----------------------------------- | ----------------------------------- |
| 2021                                | Abu Dabi (EAU)                      | Medalla de oro                      | 4 × 50 m libre                      |
| 2021                                | Abu Dabi (EAU)                      | Medalla de plata                    | 4 × 100 m libre                     |
| 2022                                | Melbourne (Australia)               | Medalla de oro                      | 4 × 100 m libre                     |
| 2022                                | Melbourne (Australia)               | Medalla de oro                      | 4 × 50 m estilos                    |
| 2022                                | Melbourne (Australia)               | Medalla de plata                    | 4 × 50 m libre                      |
| 2024                                | Budapest (Hungría)                  | Medalla de oro                      | 4 × 50 m libre mixto                |
| 2024                                | Budapest (Hungría)                  | Medalla de plata                    | 4 × 100 m libre                     |
| Campeonato Europeo                  |                                     |                                     |                                     |
| Año                                 | Lugar                               | Medalla                             | Prueba                              |
| 2022                                | Roma (Italia)                       | Medalla de plata                    | 50 m libre                          |
| Campeonato Europeo en Piscina Corta |                                     |                                     |                                     |
| Año                                 | Lugar                               | Medalla                             | Prueba                              |
| 2023                                | Otopeni (Rumania)                   | Medalla de plata                    | 4 × 50 m libre                      |